# Sol Linhas Aéreas
Sol Linhas Aéreas — невелика бразильська авіакомпанія зі штаб-квартирою в місті Cascavel, здійснює регулярні та чартерні пасажирські авіаперевезення на лініях місцевого значення.
Згідно зі звітом Національного агентства цивільної авіації Бразилії в 2010 році частка пасажирських перевезень Sol Linhas Aéreas в країні склала менше 0,01 % на внутрішніх маршрутах за показником перевезених пасажирів на кілометр дистанції.
У грудні 2010 року авіакомпанія зупинила всі регулярні маршрути і з цього моменту працює лише в межах чартерних договорів.

## Історія
Sol Linhas Aéreas була утворена в 2008 році і почала операційну діяльність 12 жовтня наступного року. Основним завданням авіакомпанії стали плани по здійсненню пасажирських авіаперевезень з аеропорту міста Cascavel в аеропорти сусідніх міст у межах штату Парана і сусідніх штатів Бразилії.
У грудні 2010 року за розпорядженням Національного агентства цивільної авіації Бразилії Sol Linhas Aéreas тимчасово призупинила всі регулярні рейси.

## Маршрутна мережа
У вересні 2010 року маршрутна мережа регулярних перевезень авіакомпанії Sol Linhas Aéreas включала в себе наступні пункти призначення:
- Курітіба — Міжнародний аеропорт Афонсу Піна
- Cascavel — Аеропорт імені Адалберту Мендес-ді-Сілви

## Флот

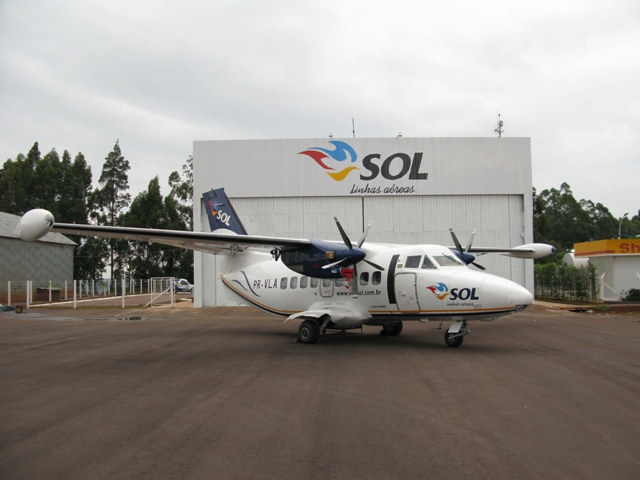
Let L-410 Turbolet (реєстраційний номер PR-VLA) авіакомпанії Sol Linhas Aéreas

Станом на листопад 2010 року повітряний флот авіакомпанії Sol Linhas Aéreas складався з таких літаків: